# Ocho (escalada)

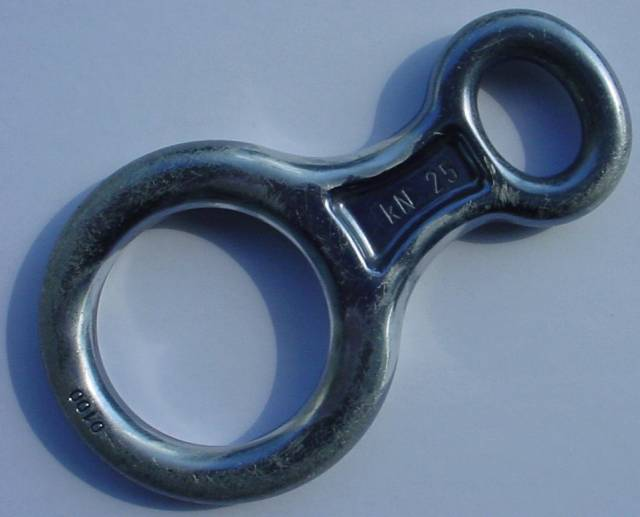
Descensor tipo ocho.

El descensor tipo ocho o simplemente ocho, es un dispositivo descensor que permite el descenso de superficies verticales mediante la técnica de rápel por una cordada. Recibe su nombre por su forma de ocho. Es ampliamente utilizado en deportes de aventura como la escalada, el montañismo y el barranquismo.
Se trata de un descensor tradicional, ampliamente utilizado por los deportistas aunque en los últimos años se está viendo relegado por la aparición de otros dispositivos en el mercado con mejores prestaciones de seguridad y aseguramiento en el descenso como por ejemplo, el reverso.

## Descripción
Generalmente fabricado en aluminio (para disminuir su peso), aunque también en acero. Se compone de una pieza formada por dos aros de distinto diámetro unidos por un cuerpo central.
El círculo de mayor diámetro es a través del cual se pasa la cuerda que rodea el dispositivo realizando fricción en el cuerpo central. Mientras que el círculo de menor diámetro se utiliza para pasar un mosquetón que une el descensor ocho con el  arnés del deportista.

## Funcionamiento
El principio de funcionamiento de uso de este dispositivo se basa en la fricción que la cuerda produce a su paso por el ocho, lo que permite controlar la velocidad del descenso, como resultado de esta fricción se produce una liberación de calor, que provoca un calentamiento del dispositivo. El diámetro del orificio del ocho está diseñado para cuerdas en simple o en doble de 8 a 13 mm de grosor.

### Uso tradicional

Esquema de uso convencional del 8 para personas zurdas y diestras.

El uso tradicional del ocho tiene sus orígenes en los inicios de la escalada cuando se utilizaba como aparato multiusos, sirviendo tanto para asegurar como para descender rapelando. Hoy en día se utilizan aparatos automáticos para el aseguramiento ya que este dispositivo, destaca por su simpleza, pero ha supuesto numerosos accidentes debido a su mala utilización bien por despiste o por desconocimiento.
El ocho en su uso tradicional se utiliza pasando la cuerda por el agujero grande de manera que la cuerda deslice por el punto central del ocho, siendo el mismo aparato el que recibirá todo el peso y por tanto la carga principal, ya sea un tirón de escalada o el peso muerto de un rapel.

### Ocho en rápido

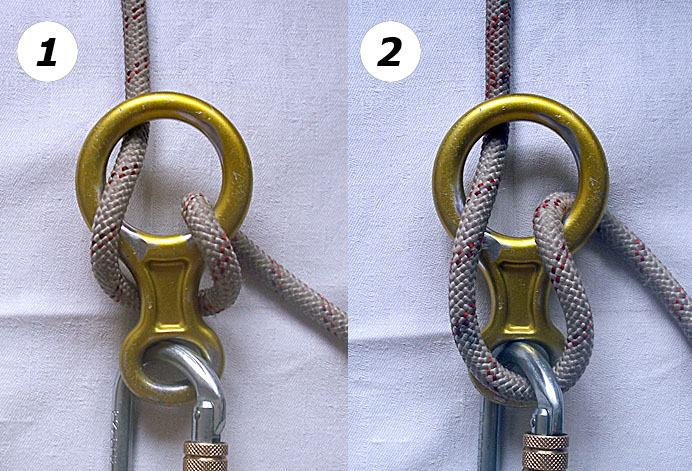
Esquema de disposición del 8 en rápido, en la imagen de la derecha. Este sistema provoca una disminución de la fricción de la cuerda y por tanto una pérdida de control de la velocidad del descenso.

El ocho en rápido se utiliza principalmente en la práctica del descenso de barrancos o barranquismo.
Esta modalidad es principalmente a causa del peligro de la formación del "nudo de alondra", que se evita con este sistema.
Además, en una cascada podríamos no solo tener un nudo de alondra sino cualquier otro problema surgido a raíz del frío, la cuerda o lo que sea, por lo que lo más importante es no quedarte bajo la cascada sino finalizar el rapel lo antes posible. Por tanto este sistema es ideal para rapeles con poco rozamiento y por tanto realizarlo muy rápido.
El ocho como norma general sufre calentamiento cuando rapelamos a gran velocidad, 
pero en barrancos existe agua muy fría por lo que el ocho rápido no supone problema alguno.
A diferencia de la escalada donde un rapel siempre debe realizarse con un autoseguro, bien un shunt o bien un nudo machard o prusik, en el descenso de barrancos esto no es viable por lo ya comentado anteriormente, lo que interesa es evitar riesgos, y es por esta misma razón la cuerda en barranquismo se deja por encima del nivel del agua, con el fin de liberar la cuerda y no quedar atrapado.

## Riesgos
Uno de los problemas que se puede presentar con este dispositivo es el "nudo de alondra", que se produce si el bucle de cuerda que pasa por el cuerpo central del dispositivo sube hasta la parte superior mordiendo la cuerda, esto provoca un bloqueo del descenso.
Para desbloquearlo, hay que sujetarse con una mano a la cuerda tensa, y levantarse con un solo brazo y así con la otra mano poder desbloquearlo.
Debido a la gran dificultad de esta maniobra, lo mejor es realizar con un cordino un nudo autobloqueante (machard o prusik) por encima del nudo de alondra, colgar de éste una cinta anudada a modo de estribo, y poner el pie en la cinta para subirnos hasta poder desbloquear el nudo.
Una forma de evitar la formación del "nudo de alondra", es pasar la cuerda por el ocho de manera que cuando lo tengamos conectado al arnés, el bucle de cuerda que pasa por la parte central del ocho, esté "mirando a nosotros", es decir, a la vista. De esta forma será más difícil que este bucle pueda tocar con la pared u otra cosa desplazando la cuerda hasta formar el nudo.
La mano que sujeta la cuerda que queda libre nunca debe soltarse, a no ser que se haya bloqueado el descensor o se disponga de un nudo o aparato autobloqueante.
Esta mano es la causa de la mayoría de accidentes, en especial si se utiliza el aparato como asegurador, ya que cuando el escalador cae es imprescindible apretar con fuerza la cuerda para que el ocho realice su función. Para ello es necesario el uso de guantes, ya que si la caída es importante, la fuerza que producirá será mayor que lo que una mano es capaz de parar sin quemarse. 